# Feels Like Tonight
Feels Like Tonight è un singolo del gruppo musicale statunitense Daughtry, pubblicato l'8 gennaio 2008 come sesto estratto dal primo album in studio Daughtry.

## Successo commerciale
Il singolo ottenne successo in tutto il mondo.

## Video musicale
Il videoclip mostra il gruppo esibirsi in concerto in varie location tra cui un deserto.